# Cathlamet (volk)
De Cathlamet waren Chinook die de zuidoever van de Columbia bewoonden tussen Astoria en Puget Island in Wahkiakum County en de noordoever van de rivier van Grays Bay, eveneens in Wahkiakum County, tot voorbij Oak Point in Cowlitz County. De stam ontleende haar naam aan haar belangrijkste dorp, Cathlamet, dat eveneens de naam was voor het door de stam gesproken dialect. Het Cathlamet was een dialect van het Upper Chinook, een lid van de Chinooktaalfamilie, en werd langs de Columbiarivier stroomopwaarts tot aan Rainier gesproken. De Cathlamet werden voor het eerst beschreven door de expeditie van Lewis en Clark, die hun aantal op 300 schatten, maar ziekten die met blanke handelaren en immigranten waren meegekomen maakten dat er in 1849 nog maar 58 over waren. Na 1849 zijn ze wellicht met de Wishram naar het Yakima reservaat getrokken, of met de gemengde Chinook-Chehalis naar het Quinault Reservaat. Als zelfstandige groep zijn de Cathlamet uitgestorven.